# Ђаудроне (Торино)
Ђаудроне је насеље у Италији у округу Торино, региону Пијемонт.
Према процени из 2011. у насељу је живело 98 становника. Насеље се налази на надморској висини од 621 м.